# Барановка (город)

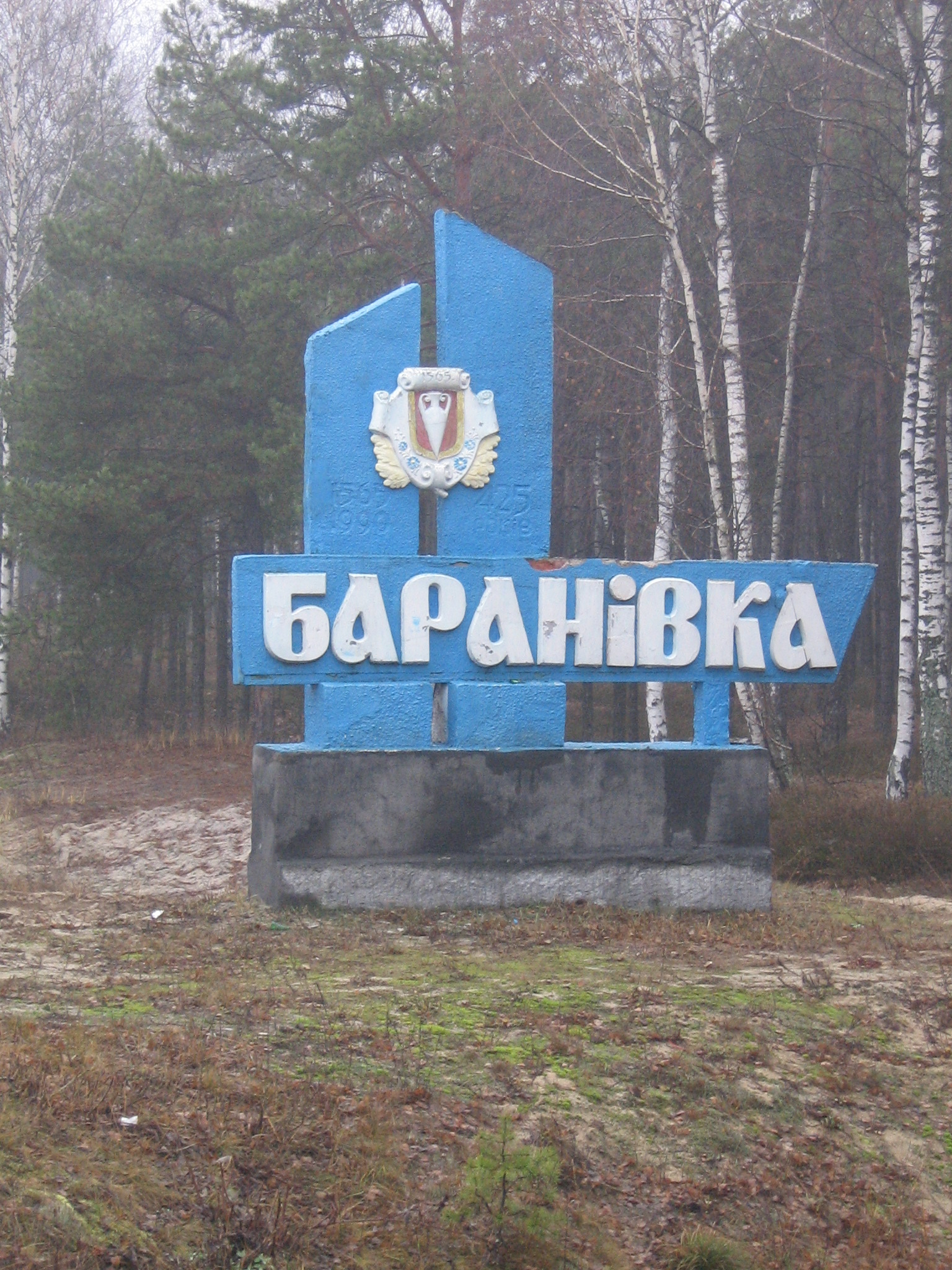
На въезде в город

Бара́новка (укр. Баранівка) — город (до 1991 года поселок городского типа) в Житомирской области Украины. Входит в Звягельский район. До 2020 года был административным центром упразднённого Барановского района.

## Географическое положение
Находится на реке Случь, которая протекает через город.
В 22 км от города находится железнодорожная станция Радулино.

## История
Впервые упоминается в летописи 1565 г. как село Великого княжества Литовского.
После Люблинской унии 1569 года — в составе Волынского воеводства Речи Посполитой.
В 1593 и 1618 г. Барановка была разрушена татарами.
После второго раздела Польши в 1793 году вошла в состав Российской империи.
В 1905 году Барановка являлась местечком Новоград-Волынского уезда Волынской губернии, в котором действовали фарфоровая фабрика, почта и телеграф. Из 2000 жителей половину составляли евреи.
В феврале 1918 года в Барановке была установлена Советская власть, после окончания гражданской войны, в 1923 году Барановка стала районным центром, в дальнейшем здесь активизировалось развитие промышленности.
В 1938 г. Барановке был присвоен статус посёлка городского типа.
После начала Великой Отечественной войны 12 августа 1941 года Барановка была оккупирована наступавшими немецкими войсками, здесь начались убийства гражданского населения и было создано гетто для евреев. 19 июля 1941 в Барановке было расстреляно 74 еврея, 29 июля — 100 евреев, а 24 августа — 180 евреев. В октябре 1941 года был массовый расстрел евреев. С ноября 1941 года оставшиеся евреи были собраны в рабочий лагерь. 6 января 1942 года в Барановке было расстреляно 594 еврея из окрестных сёл.
В условиях немецкой оккупации в Барановке действовала подпольная антифашистская организация. 3 января 1944 года Барановка была освобождена советскими войсками.
В 1950 году здесь действовали фарфоровый завод, несколько других предприятий керамической промышленности и предприятия пищевой промышленности.
В 1959 году численность населения составляла 6183 человека.
В 1970 году население составляло 10,1 тыс. человек, здесь действовали фарфоровый завод, кирпичный завод, маслозавод и несколько других предприятий.
По состоянию на начало 1978 года здесь действовали фарфоровый завод, кирпичный завод, завод культурно-бытовых товаров, пищевой комбинат, лесхоззаг, межколхозная строительная организация, райсельхозтехника, комбинат бытового обслуживания, 5 общеобразовательных школ, профессионально-техническое училище, больница, Дом культуры, шесть библиотек, музей фарфорового завода, историко-краеведческий музей и комната-музей Леси Украинки.
17 мая 2001 г. Барановке был присвоен статус города.

## Население
| 1923  | 1959    | 1970     | 1989     | 2001     | 2006     | 2011     | 2015     |
| ----- | ------- | -------- | -------- | -------- | -------- | -------- | -------- |
| 1 784 | ↗ 6 183 | ↗ 10 546 | ↗ 12 638 | ↘ 12 584 | ↘ 12 326 | ↘ 12 128 | ↘ 11 918 |

### Языковой состав
Родной язык населения по данным переписи 2001 года:
| Язык       | Численность, чел. | Доля     |
| ---------- | ----------------- | -------- |
| Украинский | 12 284            | 98,09 %  |
| Русский    | 215               | 1,72 %   |
| Другое     | 24                | 0,19 %   |
| Итого      | 12 523            | 100,00 % |

В настоящее время украинский язык является основным и единственным официальным языком города.

## Экономика
Барановка является центром производства фарфоровой продукции, также действует пищевая промышленность и др.
В городе работают 12 промышленных предприятий различных форм собственности, более 20 частных фирм и три коммунальных предприятия, которые производят продукцию и оказывают разнообразные услуги.

## Известные люди
- В Барановке родился глава администрации Новочеркасска в 1989—2001 годах Николай Иванович Присяжнюк.
- Кирилл Петрович Тыщик (1920 — 10.05.1945) — кавалер ордена Славы трёх степеней[13].